# Magnhild Haalke
Magnhild Haalke (Vikna, 12 de agosto de 1885 -Oslo 8 de octubre de 1984) fue una escritora, dramaturga y académica noruega que incursionó principalmente en los géneros de la novela y cuento.

Trabajó como maestra en Sør-Odal y se casó con su primo segundo, el artista Hjalmar Haalke. En 1980 recibió el Premio Dobloug de la Academia Sueca.

## Obras

### Novelas
- Allis sønn, 1935
- Åkfestet, 1936
- Dagblinket, 1937
- Trine Torgersen, 1940
- Rød haust? 1941
- Syv år ved havet, 1943
- Karenanna Velde, 1946
- Kaja Augusta, 1947
- Røsten, 1949
- Jord som venter, 1950
- Lykkelig reise, 1952
- Kvinneverden, 1954
- Serinas hus, 1955
- Munter kvinne, 1957
- Dragspill, 1958
- I mai måned, 1959
- Tyve år, 1960
- Serinas vei, 1962
- Anemoner i frost, 1964
- Kommer far idag? 1969

### Colección de cuentos
- På fell sjø, 1939
- Sol og skygge, 1971

### Obras de teatro
- Drøm i galopp, 1953

### Literatura infantil
- Dyr og troll, 1960

### Memorias
- Mot nytt liv, 1978